# Tivolirock
Tivolirock var en av Sveriges äldsta rockmusikfestivaler. Första upplagan av Tivolirock gick av stapeln under Kristi himmelsfärdshelgen 1984, och arrangerades av den lokala rockklubben Kid Skreol, som detta år var inne på sitt andra verksamhetsår. Då bestod publiken av cirka 500 besökare. Huvudakten var Wilmer X. 
Namnet kommer sig av att festivalen arrangerades i Tivoliparken i Kristianstad. Entrébiljetten 1984 bestod av en knapp som löstes in frivilligt, och som man bar på jackan. Det fanns då inga staket runt området. I samband med att stadsfestivalen Kristianstadsdagarna kom 1990 flyttade Tivolirocken från Kristi himmelfärdshelgen till andra helgen i juli. Parken hägnades in, och en formell entré kunde tas ut, vilket gjorde att satsningen kunde bli större. Några av artisterna som stått på scen under åren är The Ark, Hellacopters, Thåström och Joddla med Siv.

## Konkurs och nystart
2013 arrangerade Kid Skreol sitt sista Tivolirock med bland annat Darin, Johnossi, Thundermother och Dark Continent på scen. Kid Skreol gick kort därefter i konkurs vilket innebar att en av de mest långlivade rockföreningarna i landet efter 31 år gick i graven. Enligt föreningen själva var det den dåliga biljettförsäljningen till festivalen 2013 som var den främsta anledningen till konkursen.
2016 bildades föreningen Kristianstad Rockfest som ett led i att fylla tomrummet efter Tivolirocks nedläggning. 2017 gick den första festivalen av stapeln, med bl.a. Hardcore Superstar, Charta 77 och Dark Continent.